# Євшан-зілля (самвидав)
«Євшан-зілля» — самвидавний машинописний ілюстрований літературно-громадський альманах. Виходив заходами групи українських інтелігентів у Львові з грудня 1987 до 1990.
Самвидавом вийшло 5 випусків. Підготовлений до друку київською частиною редакції 6-й випуск не вийшов з технічних причин. Потім була спроба видання масовим тиражем, але 1993 року вийшов єдиний (7-й) випуск.

## Алегорія назви і автура
Оскільки видавцям альманаху було ясно, що зміст публікацій самвидаву не може дійти до широких мас, то надзвичайно важливою ставала сама назва видання, яка мала би бути якимось яскравим символом і багато говорити тим, хто не міг знайомитись з його публікаціями. Отож, пошуки відповідної назви альманаху тривали досить довго і врешті-решт її символіка була навіяна відомою легендою про траву євшан, запах якої пробуджує пам'ять людини про її родове коріння і притуплене почуття власної гідності. Серед авторів і редакторів альманаху були відомі львівські інтелектуали й інакодумці: літератори, митці, мистецтвознавці, літературні критики, науковці, діячі культури (Ярослав Дашкевич, Юліан Редько, Ірина та Ігор Калинці, Михайло Осадчий, Богдан Горинь, Іван Гречко, Ярослав Гнатів, Роман Фіголь).

## Виготовлення та розповсюдження
Матеріали альманаху друкувалися на друкарських машинках в 5 примірниках, один із яких залишався для копіювання як окремих текстів, так і цілого випуску. 4 примірки оправлялися в тверду обкладинку і у такому вигляді поширювалися для читання у вузькому колі львівської інтелігенції. Крім того, окремо у більшій кількості примірників друкувалися проспекти до кожного випуску, число копій яких, як і копійованих текстів встановити неможливо, бо добровільні розповсюджувачі тримали свою роботу в секреті навіть від редакції альманаху. Копії різними способами передавалися за кордон для української діаспори. Ілюстративним матеріалом були фотографії і фотокопії. Обсяг номерів зазвичай становив 300–350 сторінок машинопису.

## Редакція
Склад редакції змінювався, так само як і мінялися відповідальні за випуск. За перші 3 випуски відповідала Ірина Калинець, за 4-й — Валентин Стецюк, за 5-й — Ігор Калинець, за 6-й — Микола Жарких. Постійними членами, крім вказаних відповідальних були Юрко Волощак, Ярослав Гнатів, Іван Гречко, Орест Друль, Андрій Цибко. Крім них, також брали участь у підготовці окремих номерів Михайло Осадчий, Роман Фіголь, Ігор Клех. Художнє оформлення альманаху робили художники Андрій Гуменюк, Людмила Лобода, Тарас Лозинський, Стефанія Шабатура, Любомир Яремчук. Коректорську роботу виконувала Марта Патерига.
Львівський музей історії релігії мав намір продовжити видання альманаху масовим тиражем. Була сформована редакційна колегія в складі Івана Гречко, Ігоря Калинця (головний редактор), Марти Патериги та Теодозія Старака. Але вийшов лише один, 7-й номер, за випуск якого відповідав Володимир Гаюк. На цьому адьманах «Євшан-зілля» припинив своє існування.

## Типові розділи альманаху
- До джерел (історичні нариси).
- Поза межами болю (критична публіцистика).
- Незлим тихим словом (матеріали до ювілеїв призабутих митців, знаменних дат, культурних і наукових установ)
- Муза Євшану (твори сучасних недрукованих поетів).
- Життя коротке — мистецтво вічне (мистецтвознавча тематика)
- Можливо, що й так… (наукові розвідки)
- Слово і діло (практична діяльність групи «Євшан»).
- Весела г(а)ласність (сатира і гумор).

Неформальне культурологічне товариство, яке започаткувало альманах, збиралося у 1980-ті роки у львівській кав'ярні «Нектар» на вулиці Саксаганського.

## Пам'ять
У 2008 р. видавництво «Стилос» випустило дайджест найцікавіших та не втративших актуальності матеріалів альманаху під назвою «Аромат Євшан-зілля: До 20-річчя національної революції». А кияни Олена Бондаренко та Микола Жарких підготували компакт-диск із усіма публікаціями журналу.